# Brachyhesma katherinensis
Brachyhesma katherinensis är en biart som beskrevs av Exley 1974. Brachyhesma katherinensis ingår i släktet Brachyhesma och familjen korttungebin. Inga underarter finns listade.

## Bildgalleri

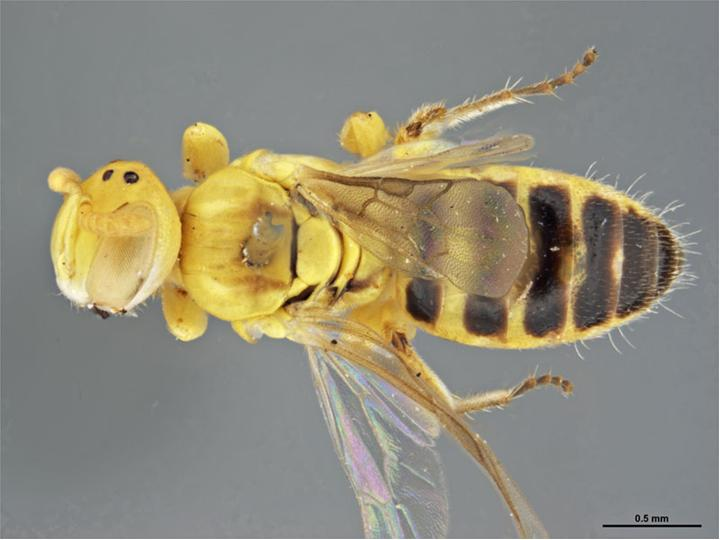